# Marine Expeditionary Force
En Marine Expeditionary Force (förkortning: MEF) är den största formationen i USA:s marinkår. En MEF motsvarar ungefär storleksmässigt en armékår.
Varje MEF består av en MEF Information Group (MIG) som ledningsfunktion, en Marine Division (MARDIV) som markstridskomponent, en Marine Aircraft Wing (MAW) som flygkomponent samt en Marine Logistics Group (MLG) som logistik- och trängkomponent.
Marinkåren får, enligt federal lag, inte bestå av mindre än tre divisioner med tillhörande flyg och andra enheter som är organiska däri.

## Lista över Marine Expeditionary Forces

### I Marine Expeditionary Force
I Marine Expeditionary Force ingår i United States Marine Corps Forces, Pacific.
| Symbol | Namn                             | Förkortning | Högkvarter                                    | Notering |
| ------ | -------------------------------- | ----------- | --------------------------------------------- | -------- |
|        | I Marine Expeditionary Force     | I MEF       | Marine Corps Base Camp Pendleton, Kalifornien | [ 3 ]    |
|        | 1st Marine Division              | 1st MARDIV  | Marine Corps Base Camp Pendleton, Kalifornien |          |
|        | 3rd Marine Aircraft Wing         | 3rd MAW     | Marine Corps Air Station Miramar, Kalifornien |          |
|        | 1st Marine Logistics Group       | 1st MLG     | Marine Corps Base Camp Pendleton, Kalifornien |          |
|        | 1st Marine Expeditionary Brigade | 1st MEB     | Marine Corps Base Camp Pendleton, Kalifornien |          |
|        | 11th Marine Expeditionary Unit   | 11th MEU    | Marine Corps Base Camp Pendleton, Kalifornien |          |
|        | 13th Marine Expeditionary Unit   | 13th MEU    | Marine Corps Base Camp Pendleton, Kalifornien |          |
|        | 15th Marine Expeditionary Unit   | 15th MEU    | Marine Corps Base Camp Pendleton, Kalifornien |          |

### II Marine Expeditionary Force
II Marine Expeditionary Force ingår i United States Marine Corps Forces Command.
| Symbol | Namn                             | Förkortning | Högkvarter                                            | Notering |
| ------ | -------------------------------- | ----------- | ----------------------------------------------------- | -------- |
|        | II Marine Expeditionary Force    | II MEF      | Marine Corps Base Camp Lejeune, North Carolina        | [ 4 ]    |
|        | 2nd Marine Division              | 2nd MARDIV  | Marine Corps Base Camp Lejeune, North Carolina        |          |
|        | 2nd Marine Aircraft Wing         | 2nd MAW     | Marine Corps Air Station Cherry Point, North Carolina |          |
|        | 2nd Marine Logistics Group       | 2nd MLG     | Marine Corps Base Camp Lejeune, North Carolina        |          |
|        | 2nd Marine Expeditionary Brigade | 2nd MEU     | Marine Corps Base Camp Lejeune, North Carolina        |          |
|        | 22nd Marine Expeditionary Unit   | 22nd MEU    | Marine Corps Base Camp Lejeune, North Carolina        |          |
|        | 24th Marine Expeditionary Unit   | 24th MEU    | Marine Corps Base Camp Lejeune, North Carolina        |          |
|        | 26th Marine Expeditionary Unit   | 26th MEU    | Marine Corps Base Camp Lejeune, North Carolina        |          |

### III Marine Expeditionary Force
III Marine Expeditionary Force ingår i United States Marine Corps Forces, Pacific.
| Symbol | Namn                             | Förkortning | Högkvarter                    | Notering |
| ------ | -------------------------------- | ----------- | ----------------------------- | -------- |
|        | III Marine Expeditionary Force   | III MEF     | Camp Butler, Okinawa, Japan   | [ 5 ]    |
|        | 3rd Marine Division              | 3rd MARDIV  | Camp Courtney, Okinawa, Japan |          |
|        | 1st Marine Aircraft Wing         | 1st MAW     | Camp Foster, Okinawa, Japan   |          |
|        | 3rd Marine Logistics Group       | 3rd MLG     | Camp Kinser, Okinawa, Japan   |          |
|        | 3rd Marine Expeditionary Brigade | 3rd MEB     | Camp Courtney, Okinawa, Japan |          |
|        | 31st Marine Expeditionary Unit   | 31st MEU    | Camp Hansen, Okinawa, Japan   |          |

### Reservförband

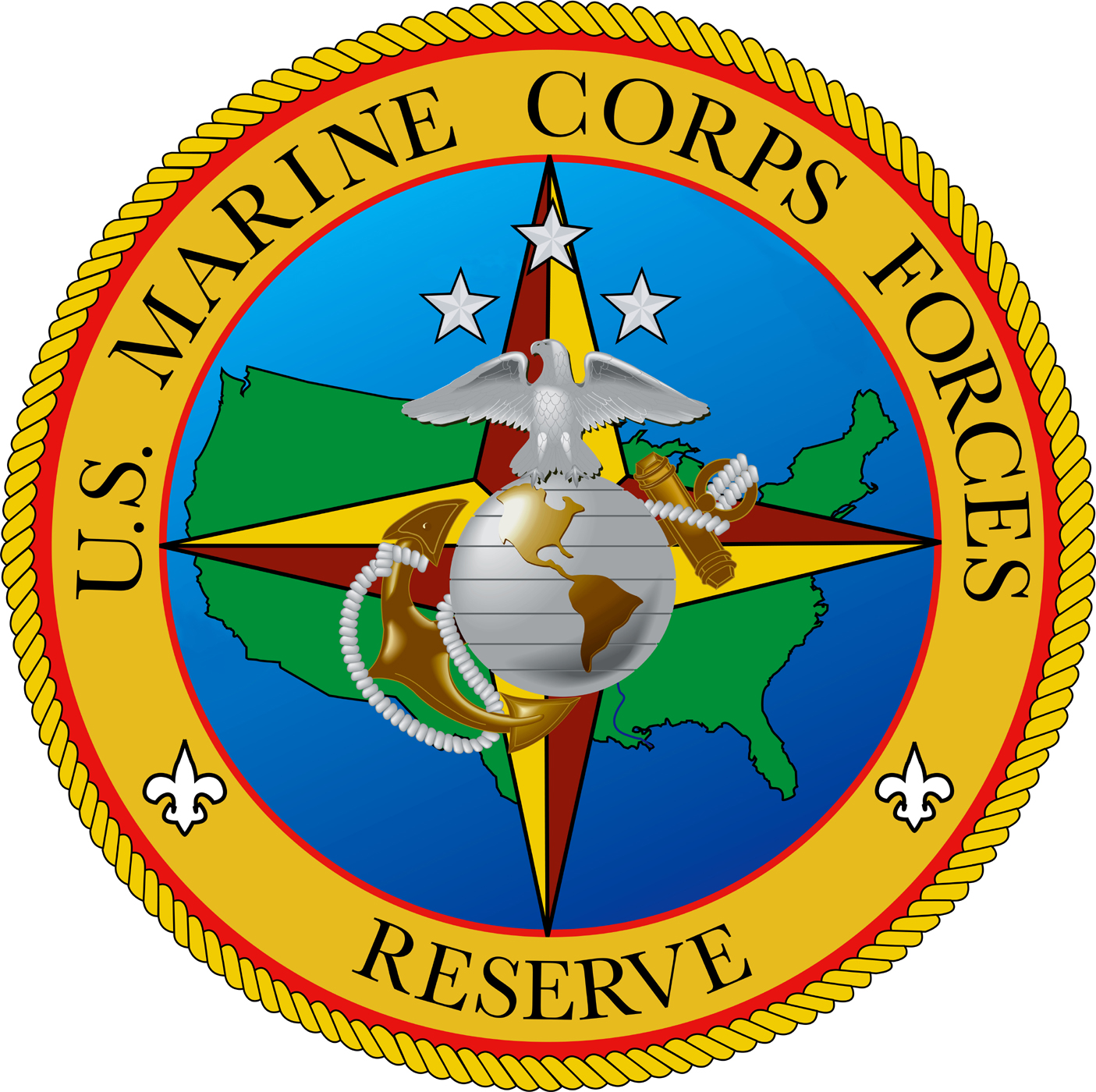

Dessutom tillkommer en fjärde MEF som kan mobiliseras genom olika reservförband som ingår i Marine Forces Reserve. Högkvarteren är belägna i New Orleans, men de ingående reservförbanden är spridda över kontinentala USA.
| Symbol | Namn                       | Förkortning | Högkvarter             | Notering |
| ------ | -------------------------- | ----------- | ---------------------- | -------- |
|        | 4th Marine Division        | 4th MARDIV  | New Orleans, Louisiana |          |
|        | 4th Marine Aircraft Wing   | 4th MAW     | New Orleans, Louisiana |          |
|        | 4th Marine Logistics Group | 4th MLG     | New Orleans, Louisiana |          |